# Папирус Эббота

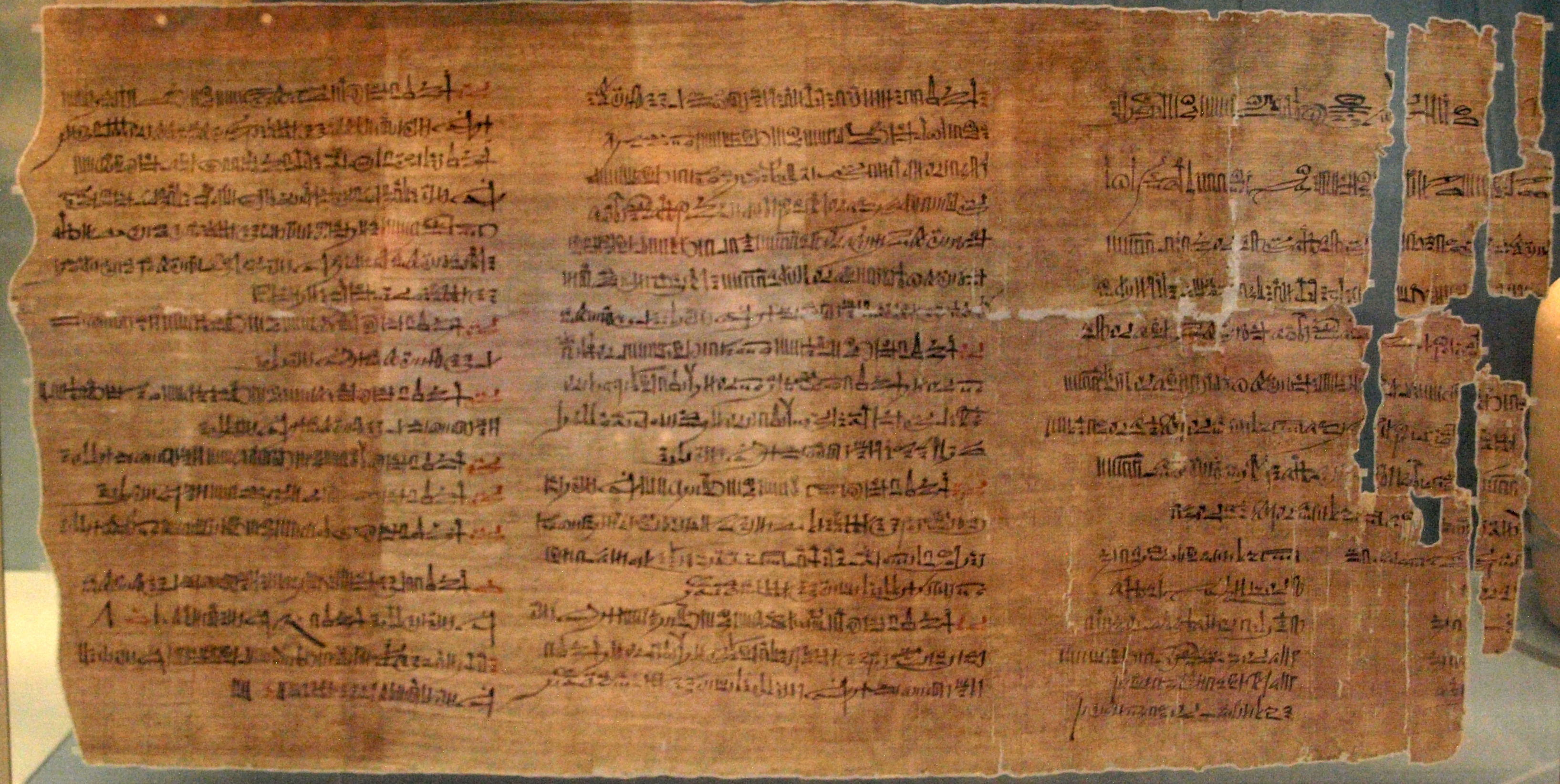
Папирус Эббота

Папирус Эббота (англ. Abbott Papyrus) — древнеегипетский документ, в котором сообщается о судебном разбирательстве по поводу разграбления гробницы одного из фараонов XX династии. Датируется 1100 годом до н. э., 16-м годом правления фараона Рамсеса IX. Папирус сохранился в отличном состоянии.
Этот документ хранится в Британском музее под номером 10221. Его первым известным обладателем был доктор Эббот, в 1857 году купивший папирус в Каире. В честь него и был назван документ.
Папирус Эббота составляет 218 см в длину и 42,5 см в ширину и написан в иератическом стиле. Первым исследователем этого папируса был археолог Т. Э. Пит.

## Содержание
Папирус рассказывает о жалобе Паусера, начальника Восточной части Фив, на Поуэра, начальника Западной части Фив. Папирус описывает события по версии Поуэра. Паусер получил доказательства того, что Поуэр помогал грабителям беспрепятственно грабить гробницы, которые располагались именно в западной части города (египтяне всегда хоронили мертвецов к западу от Нила). Специально высланная группа обнаружила, что разграблены гробницы простых жителей Фив, знати, гробница царицы Исиды и гробница фараона Собекемсафа II. Был направлен иск к фараону, с пятью обвинениями в сторону Поуэра.
Далее описывается разговор Поуэра и визиря по поводу обвинений, предъявленных Паусером. Этот разговор произошёл через день после иска.
На следующий день был созван «Великий фиванский суд». После судебного разбирательства Поуэр был оправдан.

## Родственные документы
В папирусе Амхерста Леопольда II описывается признание тех самых воров, которые ограбили гробницу фараона Собекемсафа II.

## Археологическая ценность
Папирус Эббота даёт представление о судебной системе эпохи XX династии. Также по папирусу хорошо видна анархия и неразбериха, царившая в конце правления XX династии.